# Köpingsån
Köpingsån är en å i Västmanland. Den har sitt ursprung i två mindre åar, Valstaån och Kölstaån, och rinner i sydlig riktning ner mot Mälaren. Den har sitt namn av tätorten Köping som den rinner igenom.
Köpingsåns längd är 38 kilometer och avrinningsområdet 287 kvadratkilometer. Den mynnar i Galten, en vik i Mälaren sydost om Köping, och tillhör Norrströms huvudavrinningsområde.